# Spannungshaarausfall
Spannungshaarausfall ist eine Form des erblich bedingten Haarausfalls (Alopecia androgenetica). Der Ansatz basiert auf einem interdisziplinären Erklärungsmodell zwischen Neurologie und Dermatologie:
Durch starke Verspannungen der Kopfhautmuskulatur (z. B. durch Stress, siehe auch Spannungskopfschmerz) werden die feinen Blutgefäße unter der Kopfhaut im Querschnitt verringert. Dies führe zu einer Unterversorgung dieser Muskulatur mit Blut, das als Transportsystem für Nährstoffe und Sauerstoff die zellbiologischen Prozesse der Haarfollikel unterstützt.
Bei erblicher Überempfindlichkeit gegen das Hormonderivat DHT (erbliche Komponente) lagere sich dieses in den Bereichen höchster Spannung (und somit schlechtester Versorgung) vermehrt an. Die Wachstumsphasen in den Haarwurzeln würden unterbrochen, es erfolge eine Degeneration des Follikels, Haarausfall und schließlich ein völliges Absterben der Haarwurzel.
Mit diesem Erklärungsmodell lasse sich auch erstmals der typische Verlauf des erblichen Haarausfalls nach dem Hamilton-Norwood-Schema (Geheimratsecken, Stirn, Scheitel, Tonsur) erläutern. Der typische Verlauf entstehe durch die unterschiedlichen Spannungsverhältnisse am Schädel, abhängig von Kopfhautdicke, Lage der Muskulatur und der Gestalt des Skelettschädels.

## Geschichte
1875 wurde der Wirkzusammenhang bereits erstmals von J.Pohl-Pinens beschrieben.
1903 wurde der Ansatz von Moritz Schein erneut aufgegriffen, im Systemzusammenhang erläutert und ausführlich dargelegt.
Behandlungsvorschläge wurden von beiden Autoren jedoch nicht erarbeitet.

## Behandlungsmethoden
In den späten 1970er und frühen 1980er Jahren wurde das Thema Spannungshaarausfall dermatologisch im Hinblick auf mögliche Behandlungsmethoden erneut aufgegriffen. In dieser Zeit wurden von einigen Ärzten mit Hilfe operativer Trennung von Kopfschwarte und Muskulatur bei Patienten dauerhafte Erfolge erzielt. Der chirurgische Eingriff konnte sich jedoch am Markt als Behandlungsmethode nicht durchsetzen.
1990 wurde durch den Japaner S. Toshitani das Thema behandlungsrelevant aufgegriffen. Er entwickelte ein Gerät (Scalp Tension Relaxer), dessen Wirkung auf der mechanisch-pneumatischen Entspannung der Oberkopfmuskulatur basiert (mit Hilfe eines auf den Kopf zu setzenden, aufblasbaren Reifes wird die Oberkopfmuskulatur nach oben gedrückt und damit einer Verspannung entgegengewirkt). In einer klinischen Studie an 40 Patienten über einen Zeitraum von zwölf Monaten wies Toshitani nach, dass durch die reduzierte Kopfhautspannung der Haarausfall bei den Patienten unabhängig von Alter und Grad des Haarausfalls (Stufen nach Hamilton-Norwood-Schema) drastisch reduziert werden konnte und Haar-Neuwachstum generiert wurde.
2001 wurde von M. L. Schwartz und B. J. Freund – zeitgleich mit Forschungen in Deutschland – eine medikamentöse Behandlungsmethode entwickelt und zum Patent angemeldet. Dabei wird Entspannung der Kopfhaut beim Patienten durch eine muskelrelaxierende Injektion (mit Botulinumtoxin A) erreicht.